# 599 Lexington Avenue

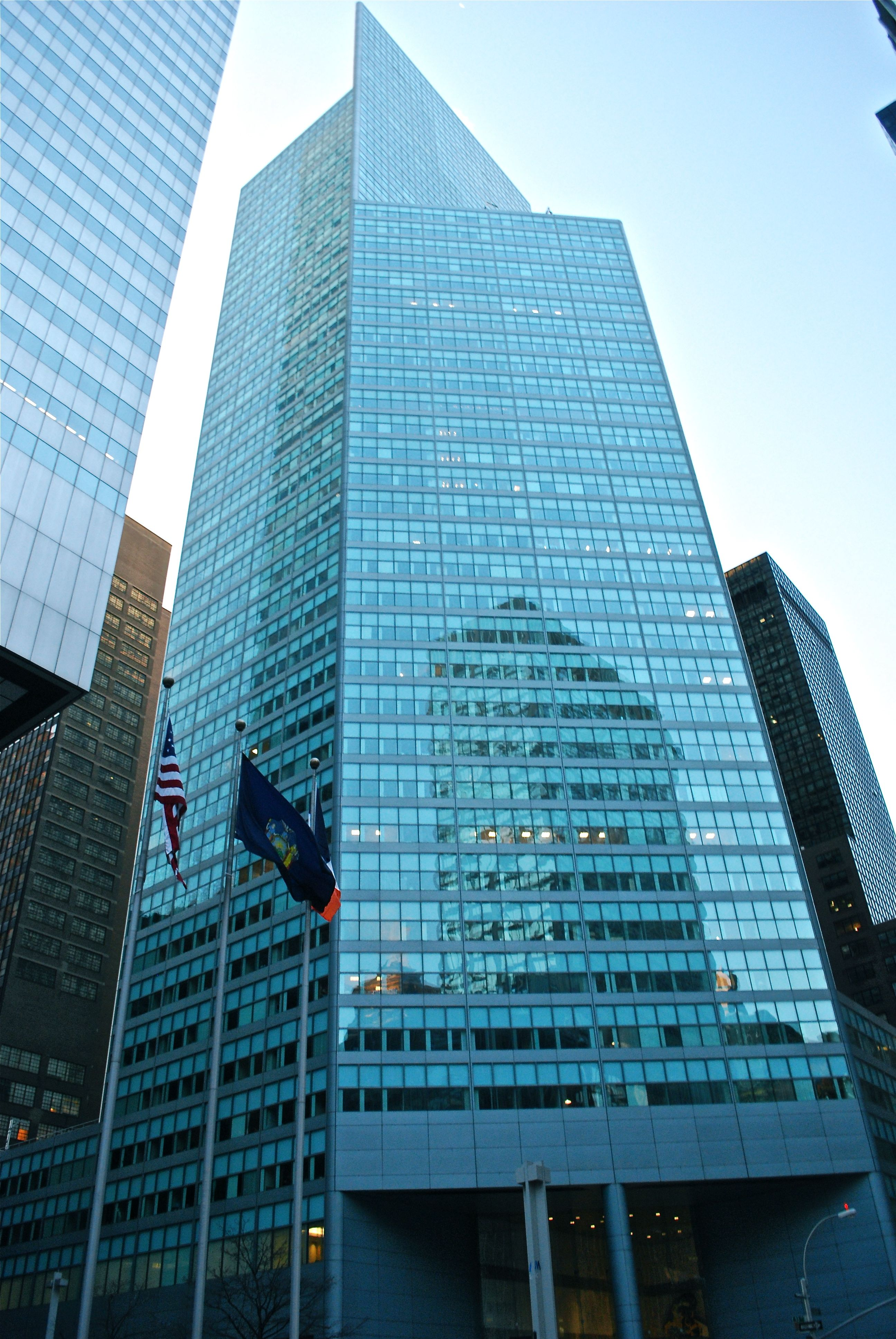
599 Lexington Avenue

599 Lexington Avenue est un gratte-ciel situé sur Lexington Avenue à Manhattan, New York.
L'immeuble de 199 m de hauteur a été conçu par Mortimer Zuckerman (en) et sa compagnie Boston Properties in New York City. 
Le site fut acquis pour 84 millions de dollars en 1984, et la construction s'acheva en 1986.